# Zajezdnia Ryen
Zajezdnia Ryen – główna zajezdnia metra w Oslo położona w Oslo w dzielnicy Ryen. Otwarta w roku 1966. Zajezdnia ma powierzchnię 19 tys. m² na których znajdują się budynki, przestrzeń postojowa dla 120 pociągów, warsztat i sala kontroli oraz hala magazynowa.

## Obsługa
Zajezdnia położona jest wzdłuż trasy linii metra Lambertseterbanen, pomiędzy tą linią a drogą europejską E6. Zajezdnia zajmuje obszar o powierzchni 6,2 ha. Główny budynek zajmuje powierzchnię  10 tys. m². Na terenie stacji technicznej jest dziesięć torów postojowych z miejscami na 120 wagonów. Na północ od głównej hali jest warsztat o powierzchni 9 tys. m², z czego 3,8 tys. m² obejmuje sala kontroli. Sala kontroli wykorzystywana jest do mniejszych napraw i prac prewencyjnych zaś główny warsztat służy do większych napraw takich jak prace mechaniczne i elektryczne na wózkach jezdniowych i silnikach. Obsługiwane linie metra to: 2, 3 i 5.

## Historia
Według pierwotnych planów chciano zbudować cztery mniejsze zajezdnie i centralny warsztat zarówno dla tramwajów jak i pociągów metra w Etterstad w pobliżu stacji metra Helsfyr. Po roku 1960 w którym to podjęto decyzję o likwidacji komunikacji tramwajowej postanowiono wybudować jedną wspólną zajezdnię zamiast czterech w tym celu zakupiono teren w dzielnicy Ryen. Zajezdnia została zbudowana w roku 1966 w tym samym roku w którym linię tramwajową Lambertseterbanen zakończono przebudowywać na linię metra. W roku 1971 oddano do użytku zajezdnię na Etterstad w której stacjonowały przez tramwaje obsługujące linie szybkiego tramwaju Lilleakerbanen i Ekebergbanen i pociągi metra. W 1980 roku niektóre pociągi metra garażowały w tunelach na końcach linii Furusetbanen i Grorudbanen.